# Football Club Femminile Como 2000 1998-1999
Questa pagina raccoglie i dati riguardanti il Football Club Femminile Como 2000 nella stagione 1998-1999.

## Organico

### Rosa
| N. |                   | Ruolo | Calciatrice       |
| -- | ----------------- | ----- | ----------------- |
|    | Italia (bandiera) | P     | Michela Oriolo    |
|    | Italia (bandiera) | P     | Loana Valena      |
|    | Italia (bandiera) | P     | Maria Valentino   |
|    | Italia (bandiera) | P     | Alessandra Villa  |
|    | Italia (bandiera) | D     | Pamela Campisano  |
|    | Italia (bandiera) | D     | Elena Cecchetto   |
|    | Italia (bandiera) | D     | Monica Citterio   |
|    | Italia (bandiera) | D     | Ada Motti         |
|    | Italia (bandiera) | D     | Lucia Motti       |
|    | Italia (bandiera) | D     | Tiziana Rainoldi  |
|    | Italia (bandiera) | D     | Simonetta Riva    |
|    | Italia (bandiera) | D     | Michela Roncaglio |
|    | Italia (bandiera) | C     | Sabrina Bonanata  |

| N. |                   | Ruolo | Calciatrice        |
| -- | ----------------- | ----- | ------------------ |
|    | Italia (bandiera) | C     | Sabrina Campello   |
|    | Italia (bandiera) | C     | Cristina Lauriana  |
|    | Italia (bandiera) | C     | Carla Lucini       |
|    | Italia (bandiera) | C     | Simona Mazzoni     |
|    | Italia (bandiera) | C     | Barbara Testa      |
|    | Italia (bandiera) | A     | Paola Brumana      |
|    | Italia (bandiera) | A     | Monica Carminati   |
|    | Italia (bandiera) | A     | Monica Iustoni     |
|    | Italia (bandiera) | A     | Monica Mancini     |
|    | Italia (bandiera) | A     | Michela Oriolo     |
|    | Italia (bandiera) | A     | Jlenia Perin       |
|    | Italia (bandiera) | A     | Alessandra Vismara |

### Staff tecnico
| Allenatore:            | Annunziato Risoleo |
| Allenatore in seconda: | Pietro Maffiolini  |
| Medico sportivo:       | Alberto Prata      |